# Landvogteischloss Baden
Das Landvogteischloss ist ein kleines Schloss in der Stadt Baden im Schweizer Kanton Aargau. Es befindet sich am rechten Ufer der Limmat gegenüber der Altstadt und bewachte einst die Engstelle zwischen dem Schlossberg im Westen (mit der Burg Stein) und der Lägern im Osten. Bis 1798 war es die Residenz des Landvogts der Grafschaft Baden, heute beherbergt es das Historische Museum Baden und das Archiv der Stadt Baden.

## Gebäude

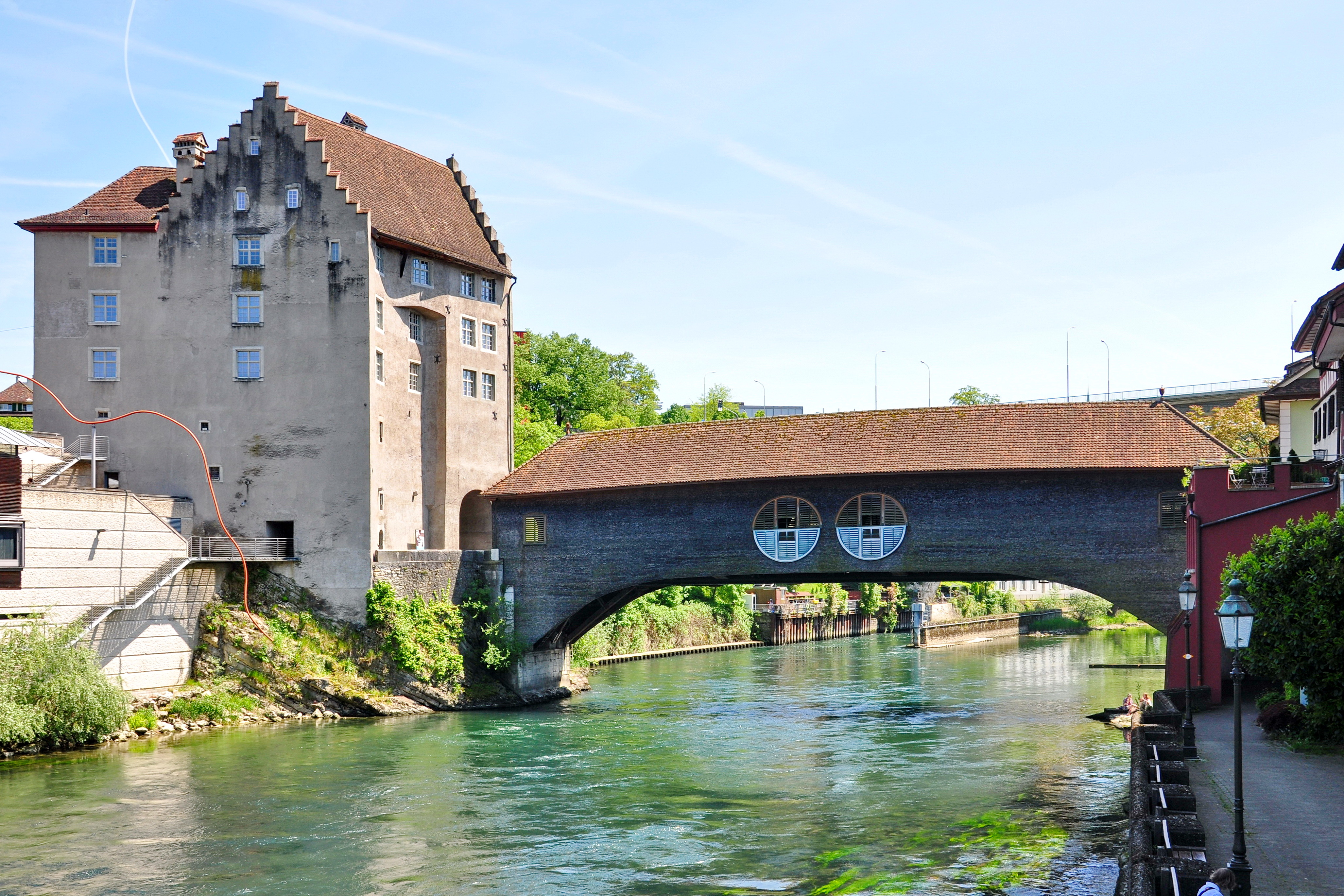
Ansicht von der Limmat auf das Schloss und die Brücke

Das Schloss befindet sich in einer Senke an der schmalsten Stelle der Badener Klus, am rechten Ufer der Limmat unmittelbar beim Steilabbruch des Lägerngrats. An dieser Stelle führt die gedeckte Holzbrücke zur Altstadt auf der linken Seite des Flusses. Das Landvogteischloss bildet das niedriger gelegene Gegenstück zur Ruine des Steins auf dem Schlossberg, zusammen mit dem Stadtturm und der Stadtpfarrkirche Maria Himmelfahrt prägt es das Stadtbild wesentlich mit.
Kernstück des dreigeschossigen Schlosses ist ein in der ersten Hälfte des 12. Jahrhunderts aus Bruch- und Kieselsteinen errichteter Bergfried. An diesem wurden im Laufe der Jahrhunderte in drei Etappen Anbauten errichtet, was zu einem sehr unregelmässigen Grundriss führte. Der um den Burgturm herum errichtete, in Nord-Süd-Richtung orientierte Haupttrakt weist die Form einer eingeknickten Ellipse auf. In dessen südlichen Teil befindet sich ein Durchgang zur Brücke, an der Ostfassade ein runder Treppenturm («Schneggen»). Ein kurzer rhomboidförmiger Flügel schliesst sich im Nordosten an.
In den Jahren 1992/93 entstand an der Nordwestfassade ein moderner Anbau. Er wurde von den Architekten Wilfrid und Katharina Steib entworfen und dient als Erweiterung des Historischen Museums Baden. Aufgrund seiner leicht geschwungenen Form heisst er im Badener Volksmund auch «Melonenschnitz». Das Museum befasst sich mit der Stadtgeschichte von den Römern bis heute, darunter die Entwicklung der Bäder und der Industrie. Präsentiert werden auch die archäologischen Funde der Region, daneben finden Wechselausstellungen zur Kulturgeschichte statt. An das Museum angeschlossen ist das Stadtarchiv, in dem die Unterlagen der städtischen Verwaltung ab 1300 verwahrt werden; die Archivräume liegen unterirdisch.

## Geschichte

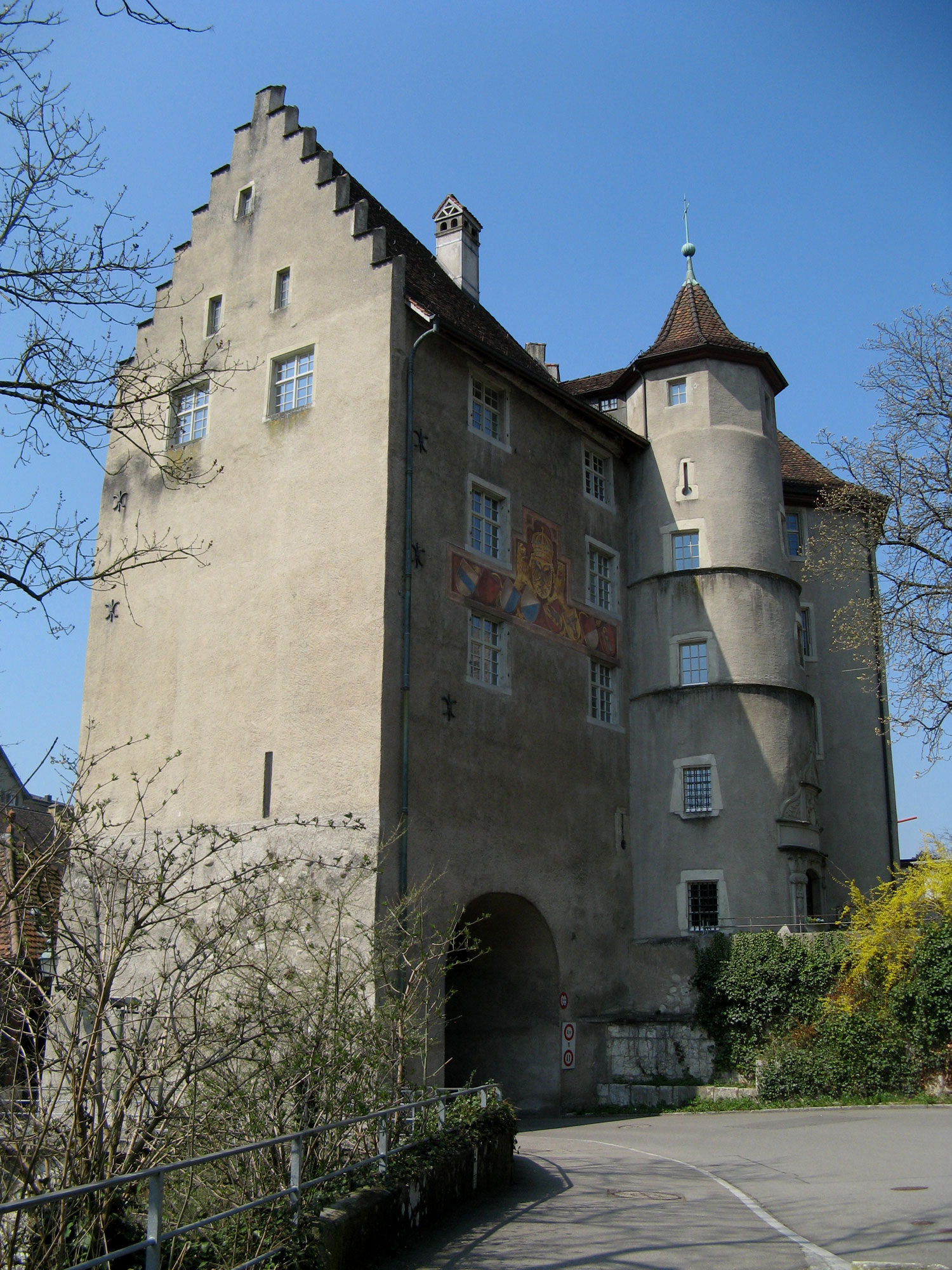
Ansicht von der Südostseite mit Treppenturm

Baden und das Landvogteischloss, 1906

Als Gegenstück zur Burg Stein, dem gräflichen Verwaltungssitz, entstand im 12. Jahrhundert auf der gegenüberliegenden Seite des Flusses das «Niderhus», 1265 erstmals als «Niedere Feste» erwähnt. Darin lebten zunächst Dienstleute der Grafen von Lenzburg. Das Gebäude gelangte 1173 durch Erbschaft in den Besitz der Grafen von Kyburg. 1264 übernahmen die Habsburger die Verwaltung des Gebäudes, neun Jahre später gehörte es ihnen ganz. Bei der Erweiterung der Stadtbefestigung um 1360 bezog man das Niderhus als Brückenkopf in die Wehranlagen mit ein. Der Zugang zur Brücke erfolgte jetzt durch einen Torbogen, eine Mauer führte vom Gebäude bis zum Lägernkopf und riegelte so den Durchgang am rechten Limmatufer vollständig ab.
Als die Eidgenossen im Jahr 1415 den Aargau eroberten, nahm das Niderhus erheblichen Schaden, wurde danach aber wieder instand gesetzt. Es diente als Sitz des Landvogts der Grafschaft Baden, der im jährlichen Turnus von jenen Orten der Eidgenossenschaft entsandt wurde, die an der Eroberung des Aargaus beteiligt gewesen waren. 1484 gab es Pläne, das baufällige Niderhus aufzugeben und stattdessen die zerstörte Burg Stein wieder aufzubauen. Doch schliesslich entschied man sich zwei Jahre später für die weitaus kostengünstigere Variante, den Neubau und die Erweiterung des Gebäudes an der Limmat zum «Landvogteischloss». 1490 war der Ausbau abgeschlossen.
In den Jahren 1533 bis 1535 und 1549 bis 1551 amtierte als Obervogt der auch als Chronist berühmt gewordene Aegidius Tschudi. 1579/80 wurde auf der Ostseite ein runder Treppenturm angebaut. Unter heftigen Protesten Zürichs, aber mit Billigung der katholischen Orte, entstanden 1690–1692, im Zuge des Ausbaus der städtischen Befestigungsanlagen, unmittelbar beim Schloss an den Zufahrtsstrassen nach Ehrendingen und Wettingen Bastionen mit Fallbrücken. Nach dem Zweiten Villmergerkrieg von 1712 teilten sich nur noch Zürich, Bern und Glarus die Herrschaft. Der Landvogt und sein Personal waren damals die einzigen reformierten Einwohner Badens. Die Bastionen wurden wieder abgerissen. 1733/34 entstand auf der Nordostseite ein weiterer Flügeltrakt.
Nachdem 1798 die Franzosen die Helvetische Republik ausgerufen hatten, verlor das Schloss seine Zweckbestimmung. 1804 gelangte es in den Besitz des Kantons Aargau. Drei Jahre später wurde es von der Stadt Baden gekauft und als Schulhaus verwendet. Nach 1857 diente es wieder zeitweilig als Gefängnis. Mehrmals scheiterten Versuche, das zunehmend baufällige Gebäude gewinnbringend zu versteigern. Schliesslich erfolgte 1909–1912 eine umfassende Restaurierung durch den Architekten Otto Dorer, um das Schloss auf seine zukünftige Funktion als Museum vorzubereiten.